# Elymnias pealii
Elymnias pealii är en fjärilsart som beskrevs av Wood-mason 1883. Elymnias pealii ingår i släktet Elymnias och familjen praktfjärilar. Inga underarter finns listade i Catalogue of Life.

## Bildgalleri

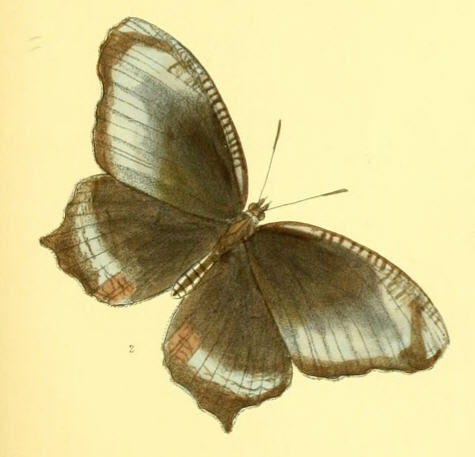
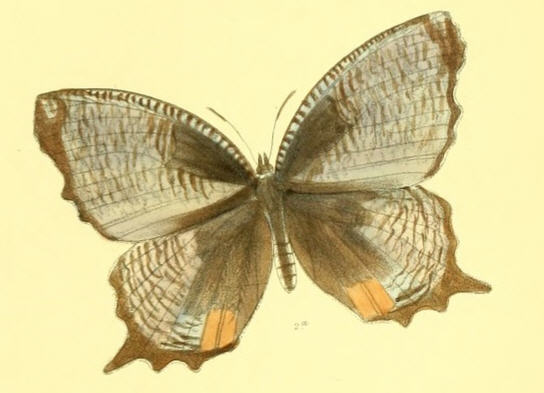
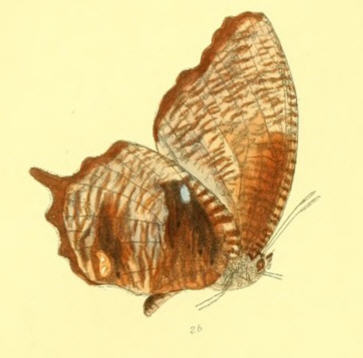
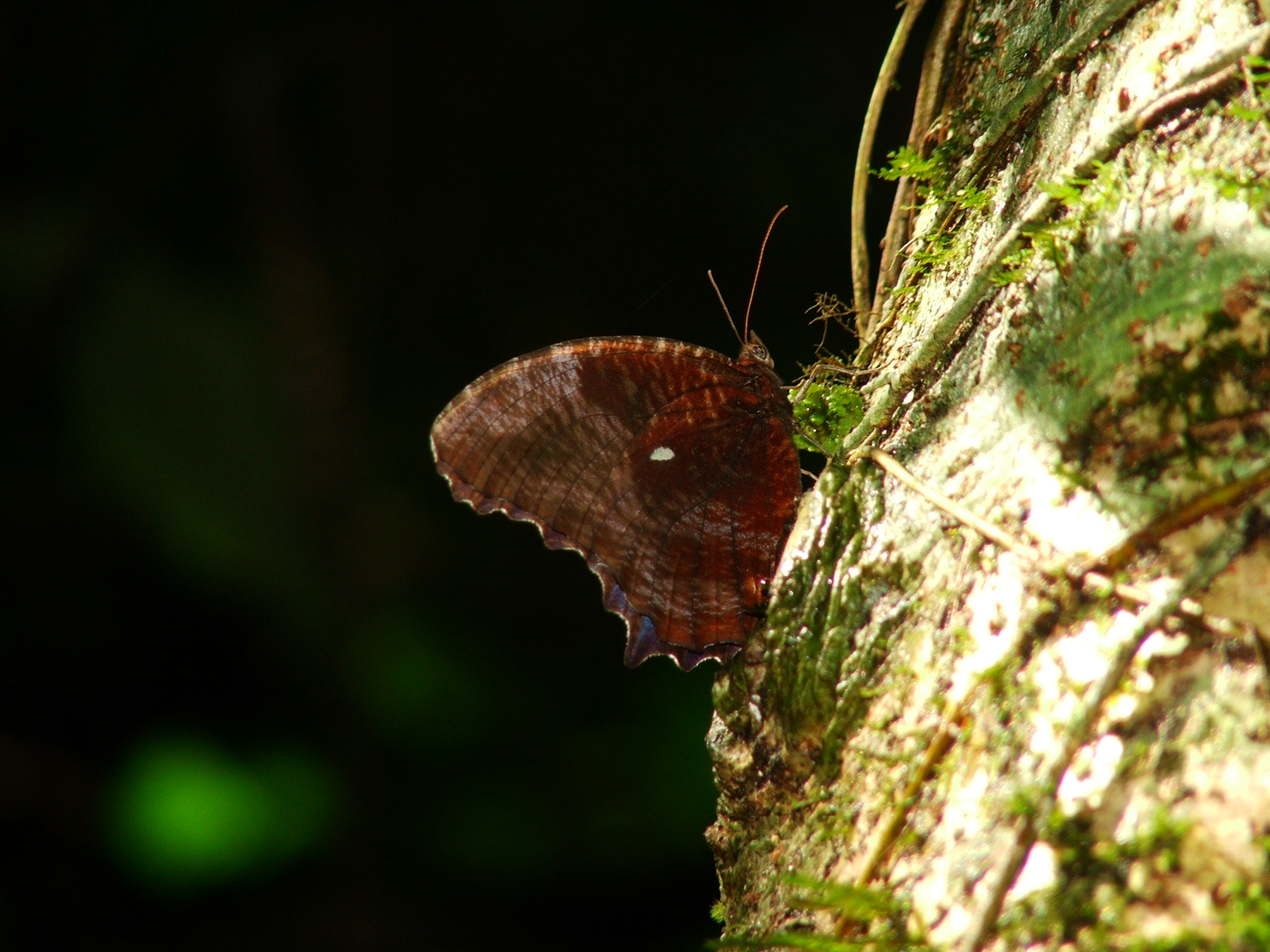
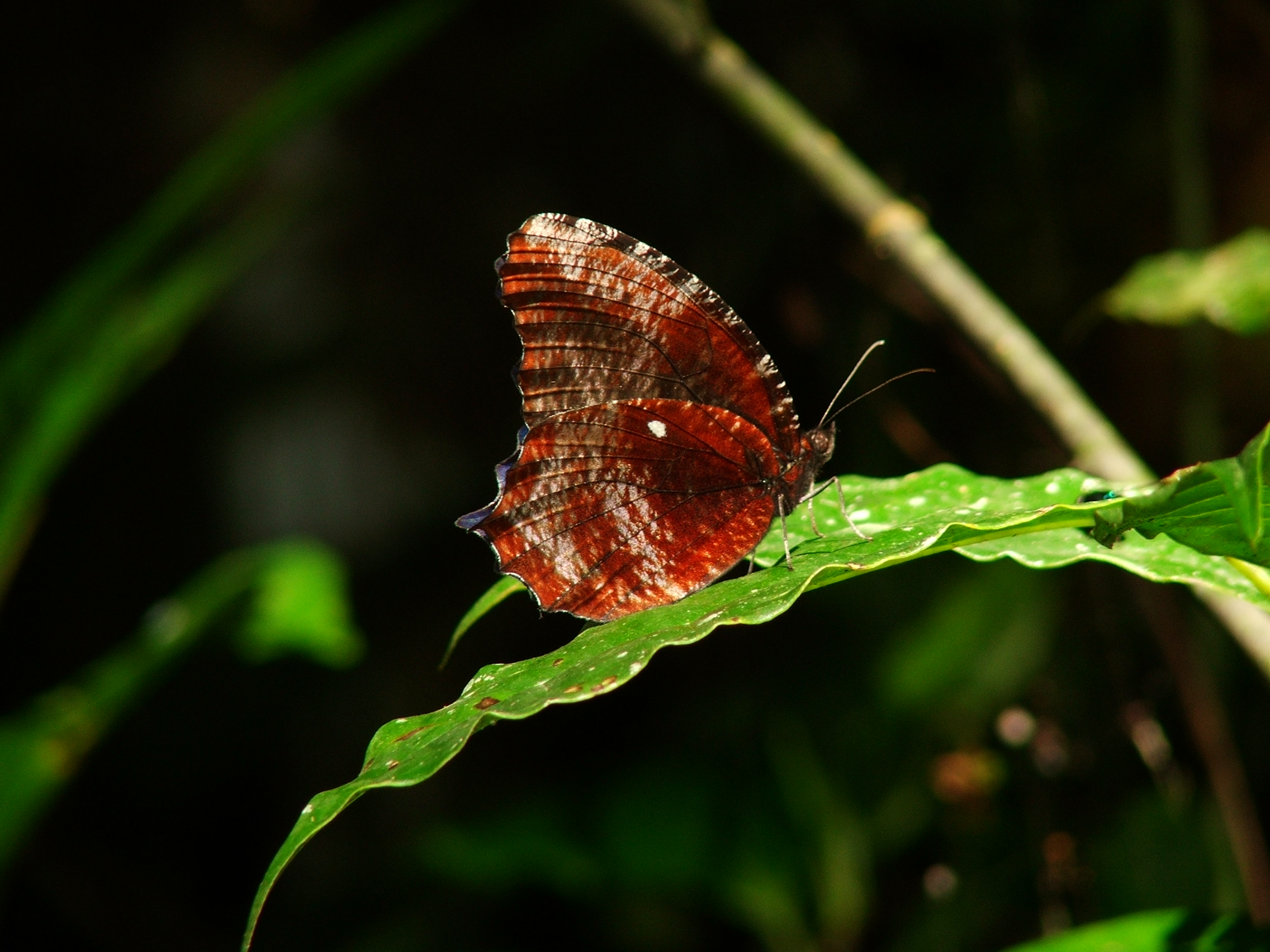